# Zjednoczenie Przemysłu Odlewniczego
Zjednoczenie Przemysłu Odlewniczego – jednostka organizacyjna Ministerstwa Przemysłu Ciężkiego, powołane w celu koordynowania, nadzorowania, kontrolowania oraz sprawowania ogólnego kierownictwa nad działalnością gospodarczą przedsiębiorstw państwowych lub będących pod zarządem państwowym.

## Powołanie Zjednoczenia
Na podstawie zarządzenia Ministra Przemysłu i Handlu z 1948 r. wydane w porozumieniu z Ministrem Skarbu i Prezesem Centralnego Urzędu Planowania o utworzeniu Zjednoczenia Przemysłu Odlewniczego ustanowiono Zjednoczenie. W 1949 r. zarządzeniem Ministra Przemysłu Ciężkiego w sprawie zmiany zarządzenia Ministra Przemysłu i Handlu z 1948 r. o utworzeniu Zjednoczenia Przemysłu Odlewniczego Zjednoczenie przeszło pod nadzór Ministra Przemysłu Ciężkiego. Powołanie Zjednoczenia pozostawało w ścisłym związku z dekretem z 1947 r. o tworzeniu przedsiębiorstw państwowych.  
Zjednoczenie podlegało nadzorowi Centralnego Zarządu Przemysłu Metalowego, zaś zwierzchni nadzór państwowy nad Zjednoczeniem sprawował Minister Przemysłu Ciężkiego.

## Utworzenie Zjednoczenia
Zjednoczenie Przemysłu Odlewniczego utworzone zostało na podstawie zarządzenia Ministra Przemysłu z 1945 r. (Nr Z/Ch/93/100). Od 1948 r. Zjednoczenie działało nadal w ramach narodowych planów gospodarczych oraz według zasad gospodarki handlowej.

## Przedmiot działalności Zjednoczenia
Przedmiotem działalności Zjednoczenia było  koordynowanie, nadzorowanie, kontrolowanie oraz ogólne kierownictwo działalności gospodarczej przedsiębiorstw państwowych lub będących pod zarządem państwowym.  

## Rada Nadzoru Społecznego
Przy Zjednoczeniu powołana była Rada Nadzoru Społecznego, której zakres działania, sposób powoływania i odwoływania jej członków, organizację i sposób wykonywania powierzonych czynności określi rozporządzenie Rady Ministrów.
Rada Nadzoru Społecznego miała charakter niezależnego organu nadzorczego, kontrolnego oraz opiniodawczego, podlegającego w swej działalności nadzorowi Prezydium Krajowej Rady Narodowej.

## Organ zarządzający Zjednoczeniem
Organem zarządzającym Zjednoczenia była dyrekcja powoływana i zwalniana przez Ministra Przemysłu Ciężkiego i składająca się z dyrektora naczelnego, reprezentującego dyrekcję samodzielnie oraz z podległych dyrektorowi naczelnemu dwóch dyrektorów.
Do ważności zobowiązań zaciąganych przez Zjednoczenie wymagane było współdziałanie, zgodnie z uprawnieniami przewidzianymi w statucie:
- dwóch członków dyrekcji łącznie,
- jednego członka dyrekcji łącznie z pełnomocnikiem handlowym w granicach jego pełnomocnictwa,
- dwóch pełnomocników handlowych łącznie w granicach ich pełnomocnictw.

## Wykaz przedsiębiorstw nadzorowanych
- Krakowska Fabryka Armatur – przedsiębiorstwo państwowe wyodrębnione – Łagiewniki[1].
- Sosnowiecka Fabryka Armatur – przedsiębiorstwo państwowe wyodrębnione – Sosnowiec.
- Katowicka Fabryka Armatur – przedsiębiorstwo państwowe wyodrębnione – Katowice.
- Odlewnia Żeliwa Ciągliwego i Wytwórnia Łączników – przedsiębiorstwo państwowe wyodrębnione – Zawiercie.
- Wrocławskie Zakłady Metalurgiczne – przedsiębiorstwo państwowe wyodrębnione – Wrocław.
- Bielska Fabryka Armatur – przedsiębiorstwo państwowe wyodrębnione – Bielsko.
- Odlewnia Żeliwa Węgierska Górka – przedsiębiorstwo państwowe wyodrębnione – Węgierska Górka.
- Zakłady Metalurgiczne "Żory" – przedsiębiorstwo państwowe wyodrębnione – Żory.
- Odlewnia Żeliwa Ciągliwego Drawski Młyn – przedsiębiorstwo państwowe wyodrębnione – Drawski Młyn.
- Jeleniogórska Fabryka Armatur – przedsiębiorstwo państwowe wyodrębnione – Jelenia Góra.
- Fabryka Armatur Głuchołazy – przedsiębiorstwo państwowe wyodrębnione – Głuchołazy.
- Dolnośląskie Zakłady Metalurgiczne – przedsiębiorstwo państwowe wyodrębnione – Nowa Sól.